# Мауріціо Маріані
Мауріціо Маріані (італ. Maurizio Mariani, 25 лютого 1982, Рим) — італійський футбольний арбітр. Арбітр ФІФА з 2019 року.

## Кар'єра
Народившись у Римі, він вирішив розпочати суддівську кар'єру у віці 16 років, коли, опинившись у Венеції, щоб закінчити навчання у Військово-морській школі «Франческо Моросіні», він записався на курси футбольних арбітрів.
У жовтні 2000 року дебютував як головний арбітр на юнацькому рівні, після чого повернувся в Лаціо і почав підніматися по дивізіонах, аж до досягнення Серії D в 2007 році, а згодом, після двох років там, потрапив до Леги Про в 2009 році.
Після наступних двох років у Лезі Про, де серед інших матчів він також обслужив фінал молодіжного Суперкубка Італії 2010/11, до сезону 2011/12 він був підвищений до Серії B і дебютував у другому італійському дивізіоні 30 серпня 2011 року матчем «Губбіо» — «Асколі», а вже у наступному сезоні йому вдалося дебютувати і у Серії А. Це відбулось 6 січня 2013 року під час матчу «К'єво» — «Аталанта».
12 грудня 2018 року його було включено до списку міжнародних арбітрів ФІФА з 2019 року. 1 серпня 2019 року Маріані дебютував у єврокубках, відсудивши матч між «Маккабі» (Хайфа) та «Страсбуром» (2:1) у кваліфікації Ліги Європи УЄФА.
На початку 2021 року Маріані став одним з 12 арбітрів, відібраних для обслуговування матчів групового етапу молодіжного чемпіонату Європи 2021 року в Угорщини та Словенії, відсудивши там дві гри: 27 березня Німеччина — Нідерланди (1:1) і через чотири дні Данія — Росія (3:0).

## Примітка
1. ↑  Maurizio Mariani, arbitro di Aprilia, esordisce in Serie A. Dirigerà Chievo-Atalanta. comunediaprilia.gov.it. 5 gennaio 2013. Архів оригіналу за 16 aprile 2014. Процитовано 16 aprile 2014. {{cite news}}: Недійсний |deadurl=sì (довідка)
2. ↑  Maccabi Haifa - RC Strasbourg 2:1 (EL-kwalificaties 2019/2020, 2e Ronde). voetbal.com (нід.). Архів оригіналу за 16 жовтня 2020. Процитовано 1 квітня 2021.
3. ↑  2021 UEFA Under-21 Championship (Group Stage from 24 to 31 March 2021) — Selected Officials (UPDATED) [Архівовано 28 лютого 2021 у Wayback Machine.], Law 5 — the Referee Blog. Abgerufen am 24. März 2020.